# Bill Mockridge

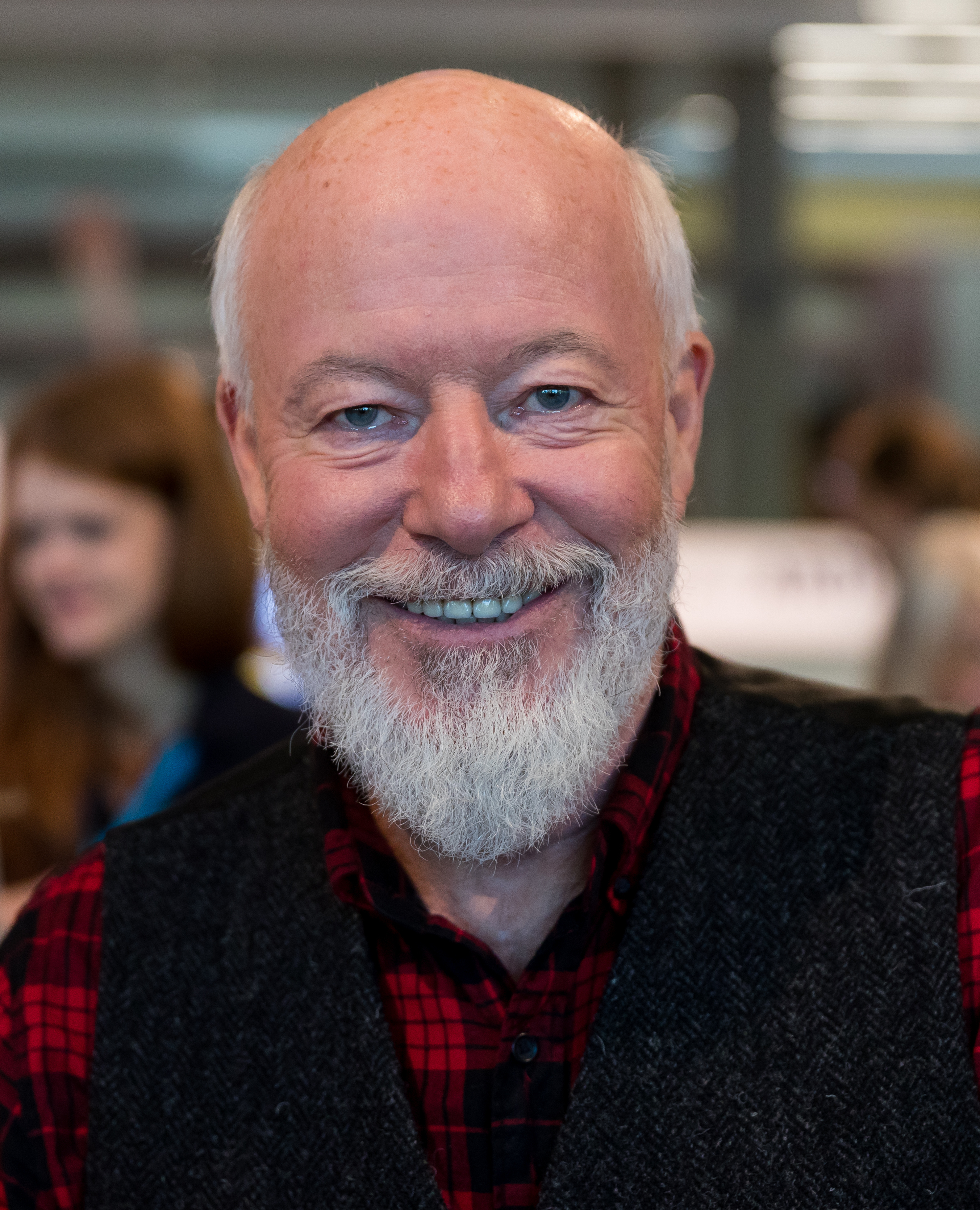
Bill Mockridge (2017)

William „Bill“ Mockridge (* 28. Juli 1947 in Toronto) ist ein in Deutschland lebender und arbeitender kanadischer Schauspieler und Kabarettist. Er ist der Gründer des Bonner Springmaus-Theaters. Einem breiten Publikum wurde er durch seine Darstellung des Erich Schiller in der WDR-Serie Lindenstraße bekannt.

## Biografie
Nach der Schule absolvierte Mockridge von 1963 bis 1966 eine Schauspielausbildung an der National Theatre School of Canada in Montreal. Es folgten erste Engagements am Manitoba Theatre Centre und 1968/69 beim Stratford Shakespeare Festival in Stratford. Während einer Deutschlandtournee 1970 begeisterten ihn die Möglichkeiten des deutschen Theaters so sehr, dass er sich entschloss, fortan in Deutschland zu arbeiten. Er arbeitete zunächst als Regieassistent am Ulmer Theater, wo er zwischen 1971 und 1973 sein erstes Engagement an einem deutschen Theater hatte. Es folgten weitere Verpflichtungen am Stadttheater Heidelberg (1973–1978), am Basler Theater (1978–1980) sowie am Schauspiel Bonn (1980–1987).
1982 gründete er in Bonn das Improvisationstheater Springmaus, wo er auch mit eigenen Soloprogrammen zu sehen ist und dessen erster Künstlerischer Leiter und Geschäftsführer er ab 1983 war. 2023 übergab er die Leitung an seinen ältesten Sohn, den Regisseur Nick Mockridge.
Einem breiten Publikum wurde er als Erich Schiller in der ARD-Serie Lindenstraße bekannt, den er von September 1991 bis Dezember 2015 (Folge 301–1559) verkörperte. 2011 hatte er einen Gastauftritt in der Comedyserie Pastewka. 2012 veröffentlichte Mockridge sein Buch Je oller, je doller: So vergreisen Sie richtig. Darin setzt er sich humoristisch mit dem Altwerden auseinander. 2015 moderierte er in Berlin den Goldenen Internetpreis für Senioren, bei dem Online-Projekte unter der Schirmherrschaft des Bundesministeriums des Innern gewürdigt werden. Von 2017 bis 2020 moderierte er die Fernsehshow Mord mit Ansage. Bill Mockridge und Hartmut Volle waren von 2020 bis 2024 die Hauptdarsteller der Krimi-Fernsehserie Rentnercops.

## Privates

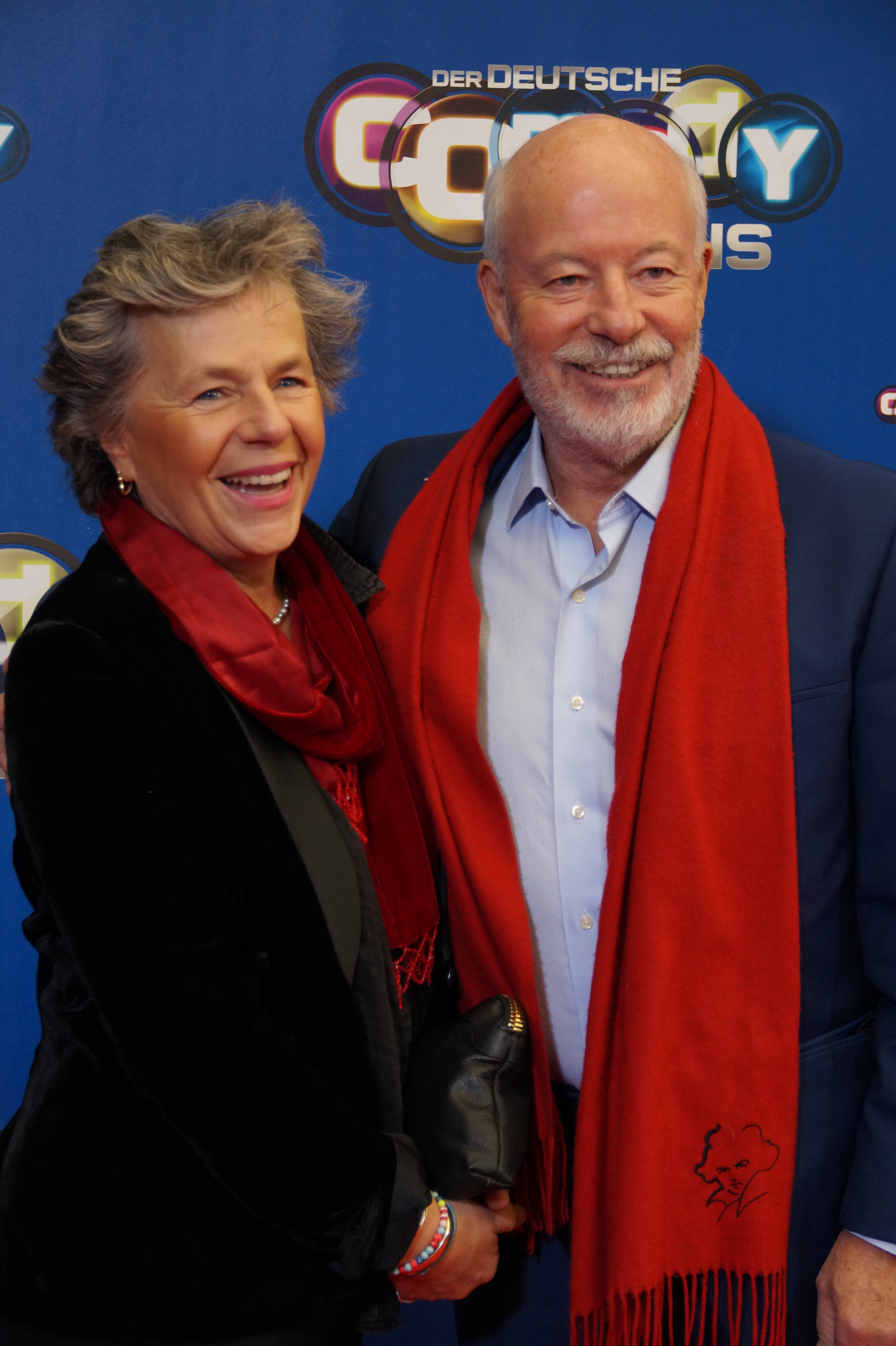
Margie Kinsky und Bill Mockridge beim Comedypreis 2016, Oktober, Köln.

Bill Mockridge wuchs als Adoptivkind auf. 1983 heiratete er die Schauspielerin Margie Kinsky. Gemeinsam haben sie sechs Söhne, die alle eine doppelte Staatsbürgerschaft (italienisch und kanadisch) haben:
- Nicholas „Nick“ (* 1984): Film- und Fernsehregisseur
- Matthew „Matt“ (* 1986): Unternehmer und Coach, ehemals bei der Boygroup Part Six
- Lucas „Luke“ (* 1989): Comedian
- Leonardo „Lenny“ (* 1991): Musiker
- Jeremy (* 1993): Schauspieler
- Liam (* 1997): Schauspieler

Die Familie lebte im Bonner Stadtteil Endenich; inzwischen wohnen dort nur noch die Eltern.

## Filmografie (Auswahl)
- 1980: St. Pauli-Landungsbrücken (Fernsehserie, 1 Folge)
- 1988: Der Fahnder (Fernsehserie, 1 Folge)
- 1990: Cop & Co. (Fernsehserie, 1 Folge)
- 1991–2015, 2016, 2020: Lindenstraße (Fernsehserie, 594 Folgen)
- 1995: Entführung aus der Lindenstraße (Fernsehfilm)
- 2009: Reset – Der Film
- 2011: Pastewka (Fernsehserie, 1 Folge)
- 2015–2016: Die Mockridges – Eine Knallerfamilie (10 Folgen)
- 2018–2020: Mord mit Ansage (18 Folgen)
- 2018–2019: Falk (Fernsehserie, 4 Folgen)
- 2021–2024: Rentnercops (Fernsehserie, 26 Folgen)
- 2024: Bettys Diagnose (Fernsehserie, 1 Folge)
- 2024: Die Heinzels – Neue Mützen, neue Mission (Stimme)